# Pons (cratère)
Pour les articles homonymes, voir Pons.
Pons est un cratère d'impact lunaire situé sur la face visible de la Lune. Il se trouve à l'ouest de la longue falaise Rupes Altai, au sud-ouest du cratère Polybius et au sud-est du cratère Fermat. Ce cratère a une forme allongée dans un axe nord-sud. Le contour est irrégulier et érodé, notamment dans sa partie nord où il est coupé par le cratère satellite "Pons D". Le plancher intérieur est inégal avec des petites crêtes.
En 1935, l'union astronomique internationale a donné le nom de l'astronome français Jean-Louis Pons à ce cratère lunaire.

## Cratères satellites
Les cratères dit satellites sont de petits cratères situés à proximité du cratère principal, ils sont nommés du même nom mais accompagnés d'une lettre majuscule complémentaire (même si la formation de ces cratères est indépendante de la formation du cratère principal). Par convention ces caractéristiques sont indiquées sur les cartes lunaires en plaçant la lettre sur le point le plus proche du cratère principal. Liste des cratères satellites de Pons : 
| Pons | Latitude | Longitude | Diamètre |
| ---- | -------- | --------- | -------- |
| A    | 27.3° S  | 20.0° E   | 12 km    |
| B    | 28.7° S  | 20.7° E   | 13 km    |
| C    | 27.9° S  | 22.3° E   | 18 km    |
| D    | 25.5° S  | 22.1° E   | 15 km    |
| E    | 25.8° S  | 23.8° E   | 18 km    |
| F    | 23.7° S  | 21.2° E   | 12 km    |
| G    | 28.3° S  | 21.4° E   | 6 km     |
| H    | 26.9° S  | 22.3° E   | 10 km    |
| J    | 24.9° S  | 22.2° E   | 5 km     |
| K    | 27.4° S  | 22.8° E   | 7 km     |
| L    | 27.5° S  | 20.9° E   | 8 km     |
| M    | 27.1° S  | 24.1° E   | 11 km    |
| N    | 26.0° N  | 23.0° E   | 6 km     |
| P    | 25.0° N  | 23.1° E   | 5 km     |